# مهندس آزمایش پرواز
مهندس آزمایش پرواز (انگلیسی: Flight Test Engineer) وظیفه آزمایش پرواز هواپیماهای پیش‌ نمونه‌های و سیستم هواپیما را برعهده دارد.

## بررسی اجمالی
مهندس آزمایش پرواز به طور کلی مسئولیت برنامه‌ریزی برای بخش‌های خاص آزمایش پرواز را برعهده دارد. این آزمایش آنالیز سیستم‌های مهندس، ساخت، تنظیمات حس‌گرها و همه آنچه برای اولین پرواز هواپیما نیاز است را در بر می‌گیرد.